# Propstei Trostberg
Die Propstei Trostberg war ein Verwaltungsbereich des Klosters Seeon mit Sitz in Trostberg, einer Gemeinde im oberbayerischen Landkreis Traunstein.
Die Propstei überwachte die Grundholden des Klosters in den östlich von Seeon gelegenen Besitzungen, die sich in den Landgerichten Trostberg, Traunstein und dem Salzburgischen Gericht Tittmoning befanden.